# Lijst van rijksmonumenten in Den Haag/Westeinde
Een overzicht van de 24 rijksmonumenten in de stad Den Haag gelegen aan of bij het Westeinde.
| Object | Oorspronkelijke functie? | Bouwjaar              | Architect | Locatie       | Coördinaten?                 | Nr.?  | Afbeelding                                                                       |
| --- | ------------------------ | --------------------- | --------- | ------------- | ---------------------------- | ----- | -------------------------------------------------------------------------------- |
| Teresia van Avilakerk | Kerk en kerkonderdeel    | 1839-41               | T.F. Suys | Westeinde 12A | 54° 2' 36" NB, 4° 10' 55" OL | 17651 | Meer afbeeldingen                                                                |
| Oorspronkelijk een pand met nr. 19, gevel met rechte kroonlijst                                                               | Werk-woonhuis            | 1650                  |           | Westeinde 17  | 52° 4' 36" NB, 4° 18' 20" OL | 18084 | Meer afbeeldingen                                                                |
| Pand met gevel, bekroond door een driehoekig fronton met gebeeldhouwde vulling                                                | Woonhuis                 | ca. 1650              |           | Westeinde 19  | 52° 4' 36" NB, 4° 18' 20" OL | 18085 | Meer afbeeldingen                                                                |
| Pand met gevel met rechte kroonlijst                                                                                          | Woonhuis                 | 18e eeuw              |           | Westeinde 21  | 52° 4' 36" NB, 4° 18' 19" OL | 18086 | Meer afbeeldingen                                                                |
| Pand met gevel met rechte kroonlijst                                                                                          | Woonhuis                 | 18e eeuw              |           | Westeinde 23  | 52° 4' 36" NB, 4° 18' 19" OL | 18087 | Meer afbeeldingen                                                                |
| Pand met gevel met rechte kroonlijst                                                                                          | Woonhuis                 | 18e eeuw              |           | Westeinde 25  | 52° 4' 36" NB, 4° 18' 19" OL | 18088 | Meer afbeeldingen                                                                |
| Pand met gevel met rechte kroonlijst                                                                                          | Werk-woonhuis            | 18e eeuw              |           | Westeinde 27  | 52° 4' 37" NB, 4° 18' 18" OL | 18089 | Meer afbeeldingen                                                                |
| Pand met gevel met rechte kroonlijst                                                                                          | Gebouw                   | 18e eeuw              |           | Westeinde 29  | 52° 4' 36" NB, 4° 18' 18" OL | 18090 | Meer afbeeldingen                                                                |
| Pand met gevel met rechte kroonlijst                                                                                          | Woonhuis                 | 18e eeuw              |           | Westeinde 31  | 52° 4' 36" NB, 4° 18' 18" OL | 18091 | Meer afbeeldingen                                                                |
| Pand met gevel met rechte kroonlijst                                                                                          | Woonhuis                 | 18e eeuw              |           | Westeinde 33  | 52° 4' 36" NB, 4° 18' 18" OL | 18092 | Meer afbeeldingen                                                                |
| Pand met gevel met rechte kroonlijst                                                                                          | Woonhuis                 | 18e eeuw              |           | Westeinde 37  | 52° 4' 36" NB, 4° 18' 17" OL | 18093 | Meer afbeeldingen                                                                |
| Pand met gevel met rechte kroonlijst                                                                                          | Woonhuis                 | 18e eeuw              |           | Westeinde 39  | 52° 4' 36" NB, 4° 18' 16" OL | 18094 | Meer afbeeldingen                                                                |
| Pand met gevel met rechte kroonlijst en pilasterstelling om de deur                                                           | Woonhuis                 | 18e eeuw              |           | Westeinde 41  | 52° 4' 36" NB, 4° 18' 16" OL | 18095 | Meer afbeeldingen                                                                |
| Pand met langgerekte bakstenen gevel met terugliggend gebogen ingangspartij                                                   | Kerk en kerkonderdeel    | 1754 (ingang)         |           | Westeinde 12  | 52° 4' 36" NB, 4° 18' 19" OL | 18096 | Meer afbeeldingen                                                                |
| Pand met gevel met rechte kroonlijst en pilasterstelling om de deur                                                           | Woonhuis                 | 18e eeuw              |           | Westeinde 16  | 52° 4' 36" NB, 4° 18' 19" OL | 18097 | Pand met gevel met rechte kroonlijst en pilasterstelling om de deur              |
| Pand met gevel, in de 18e eeuw gewijzigd, deuromlijsting met pilasters                                                        | Woonhuis                 | 17e eeuw              |           | Westeinde 18  | 52° 4' 36" NB, 4° 18' 18" OL | 18098 | Meer afbeeldingen                                                                |
| Pand met Lodewijk XIV gevel met rechte kroonlijst op gesneden consoles, versierd middenvenster, onderpui ingrijpend gewijzigd | Woonhuis                 |                       |           | Westeinde 20  | 52° 4' 35" NB, 4° 18' 18" OL | 18099 | Meer afbeeldingen                                                                |
| Pand met gevel met rechte kroonlijst                                                                                          | Handel en kantoor        | 18e eeuw              |           | Westeinde 22  | 52° 4' 35" NB, 4° 18' 17" OL | 18100 | Pand met gevel met rechte kroonlijst                                             |
| Pand met gevel met rechte kroonlijst                                                                                          | Woonhuis                 | 18e eeuw              |           | Westeinde 24  | 52° 4' 35" NB, 4° 18' 17" OL | 18101 | Meer afbeeldingen                                                                |
| Pand met gevel met rechte kroonlijst                                                                                          | Woonhuis                 | 18e eeuw              |           | Westeinde 26  | 52° 4' 35" NB, 4° 18' 16" OL | 18102 | Pand met gevel met rechte kroonlijst                                             |
| Pand met rijke Lodewijk XIV gevel met versierde middentravee op hardstenen plint                                              | Woonhuis                 |                       |           | Westeinde 28  | 52° 4' 35" NB, 4° 18' 16" OL | 18103 | Pand met rijke Lodewijk XIV gevel met versierde middentravee op hardstenen plint |
| Pand met gevel met empire winkelpui                                                                                           | Werk-woonhuis            | 18e eeuw              |           | Westeinde 36  | 52° 4' 35" NB, 4° 18' 14" OL | 18104 | Meer afbeeldingen                                                                |
| Pand met brede gevel | Woonhuis                 | eerste helft 18e eeuw |           | Westeinde 40  | 52° 4' 35" NB, 4° 18' 12" OL | 18105 | Meer afbeeldingen                                                                |
| Pand met gevel in Lodewijk XIV stijl                                                                                          | Gebouw                   |                       |           | Westeinde 42  | 52° 4' 34" NB, 4° 18' 11" OL | 18106 | Pand met gevel in Lodewijk XIV stijl                                             |